# Hélène Escaich
Hélène Escaich (23 de julio de 1971) es una deportista francesa que compitió en lucha libre. Ganó una medalla de bronce en el Campeonato Mundial de Lucha de 1994, en la categoría de 47 kg.

## Palmarés internacional
| Campeonato Mundial | Campeonato Mundial | Campeonato Mundial | Campeonato Mundial |
| Año                | Lugar              | Medalla            | Categoría          |
| ------------------ | ------------------ | ------------------ | ------------------ |
| 1994               | Sofía (Bulgaria)   | Medalla de bronce  | 47 kg              |